# 豐樹北亞商業信託
豐樹大中華商業信託（英語：Mapletree Greater China Commercial Trust，SGX：RW0U），在2013年，由豐樹產業私人有限公司分拆而來，也是第四份成立房地產信託基金。
主要在大中華經營投资于作办公和零售用途的房地产。總部位於10 Pasir Panjang Road#13-01 Mapletree Business City Singapore 117438。
股份在2013年3月7日於新加坡交易所主板上市。而招股價為0.88坡元，發行股份為776,636,000股，集資額為12.9億美元（100.62億港元、16億新加坡元），主要投資者包括友邦保險、摩根士丹利、挪威中央銀行投資管理、世邦魏理仕和Henderson Global Investors等，便已合共認購了9.535億股，同時已超出了當時和記港口信託集資額。
2018年3月29日丰树大中华商业信托（Mapletree GCC，简称MGCCT）将以609亿2600万日元（7亿5340万新元），收购日本六座永久地契办公楼，一旦完成收购日本的资产组合，信托管理公司计划把信托改名为“丰树北亚商业信托”（Mapletree North Asia Commercial Trust）

## 主要持有資產
- 又一城（於2011年，從當時太古地產持有收購而來）
- 佳程广场（於2010年，從當時睿富中國商業房地產投資信托基金持有收購而來）
- 展想广场（於2015年收購）[12]
- ABAS Shin-Yokohama Building（於2018年收購）
- Fujitsu Makuhari Building（於2018年收購）
- Higashi-nihonbashi 1-chome Building（於2018年收購）
- IXINAL Monzen-nakacho Building（於2018年收購）
- SII Makuhari Building（於2018年收購）
- TS Ikebukuro Building（於2018年收購）

## 連結
- MapletreeGreaterChinaCommercialTrust.com（页面存档备份，存于）